# Докшичко побрђе
Докшичко побрђе (блр. Докшыцкае ўзвышша) благо је заталасано подручје у северном делу Минског побрђа са просечним надморским висинама од око 200 метара. Обухвата централне делове Докшичког рејона Витепске области. Максимална надморска висина је 222,9 метара и на том месту налази се челична конструкција која служи у телекомуникационе сврхе (на око једног километра северозападно од града Докшици).
Ограничено је на западу са нижом Нарачанско-Вилејском равницом, Свенцјанским побрђем на северозападу и са Горњоберезинском равницом на северу и истоку.
Докшичко побрђе представља развође између Балтичког и Црноморског слива, а ту свој ток почиње река Березина (део басена реке Дњепар).